# Uruguay Open 2023
L'Uruguay Open 2023 è stato un torneo maschile di tennis professionistico giocato sulla terra rossa. È stata la 18ª edizione del torneo, facente parte della categoria Challenger 100 nell'ambito dell'ATP Challenger Tour 2023. Si è giocato al Carrasco Lawn Tennis Club di Montevideo, in Uruguay, dal 13 al 19 novembre 2023.

## Partecipanti

### Teste di serie
| Nazionalità | Giocatore                  | Ranking* | Testa di serie |
| ----------- | -------------------------- | -------- | -------------- |
| Argentina   | Pedro Cachín               | 68       | 1              |
| Argentina   | Federico Coria             | 88       | 2              |
| Cile        | Marcelo Tomás Barrios Vera | 105      | 3              |
| Argentina   | Facundo Díaz Acosta        | 106      | 4              |
| Cile        | Alejandro Tabilo           | 109      | 5              |
| Bolivia     | Hugo Dellien               | 111      | 6              |
| Argentina   | Thiago Agustín Tirante     | 119      | 7              |
| Argentina   | Francisco Comesaña         | 122      | 8              |

* Ranking al 6 novembre 2023.

### Altri partecipanti
I seguenti giocatori hanno ricevuto una wild card per il tabellone principale:
- Joaquín Aguilar Cardozo
- Ignacio Carou
- Franco Roncadelli

I seguenti giocatori sono passati dalle qualificazioni:
- Santiago Fa Rodríguez Taverna
- Murkel Dellien
- Álvaro Guillén Meza
- Orlando Luz
- Pedro Sakamoto
- Max Houkes

Il seguente giocatore è entrato in tabellone come lucky loser:
- Renzo Olivo

## Punti e montepremi
| Torneo    | Torneo              | V      | F      | SF    | QF    | 2T    | 1T    | Q | Q2  | Q1  |
| Singolare | Punti               | 100    | 60     | 36    | 20    | 9     | 0     | 5 | 2   | 0   |
| Singolare | Premi in denaro ($) | 17,650 | 10,380 | 6,140 | 3,570 | 2,105 | 1,270 | – | 635 | 320 |
| Doppio    | Punti               | 100    | 60     | 36    | 20    | –     | 0     | – | –   | –   |
| Doppio    | Premi in denaro ($) | 7,590  | 4,400  | 2,645 | 1,570 | –     | 880   | – | –   | –   |

## Campioni

### Singolare
Facundo Díaz Acosta ha sconfitto in finale  Thiago Monteiro con il punteggio di 6–3, 4–3 rit.

### Doppio
Guido Andreozzi /  Guillermo Durán hanno sconfitto in finale  Boris Arias /  Federico Zeballos con il punteggio di 2–6, 7–6(2), [10–8].